# Сегодня в Нью-Йорке
«Сего́дня в Нью-Йо́рке» (англ. Today in New York) — утренняя телепередача телеканала NBC, выходящая каждый будний день с 4:00 до 7:00 утра. Включает в себя публицистические и развлекательные программы, а также новости.

## История
Передача «Сегодня в Нью-Йорке» была запущена в 1988 году. До 1990-х годов передача длилась один час с 6 до 7 утра. Затем время эфира было расширено до 65 минут. Далее время снова было расширено до 90 минут, затем до 120 минут и, наконец в 2010 году время снова увеличили до 3 часов.

## Коллектив передачи

### Нынешние ведущие
В будние дни:
- Дарлин Родригес — ведущая
- Майкл Гаргуило — ведущий
- Крис Кимино — метеоролог
- Лорен Скала — репортёр

В выходные дни:
- Пэт Бэттл
- Гас Розендейл

### Бывшие ведущие
- Джейн Хэнсон
- Тони Гуида
- Мэтт Лауэр
- Джо Уайт
- Фрэн Чарльз
- Отис Ливингстон
- Мари Дюбуа
- Роб Моррисон
- Перри Пельтц
- Фелиция Тейлор
- Линда Бакеро
- Дэвид Ашер
- Каролин Гусофф
- Эрика Таранталь
- Дженис Хафф
- Йонас Шварц
- Кейтлин Монте
- Контесса Брюэр